# 3e régiment de commandement et de soutien
Le 3e régiment de commandement et de soutien a été créé par décision ministérielle du 1er juillet 1978 signée du Général de Corps d'Armée Bley, Major Général de l'Armée de Terre.
L'étendard du 3e R.C.S est remis au régiment le 2 décembre 1980.

## Différentes unités
Le 3e régiment de commandement et de soutien est le régiment le plus important en effectif de la 3e division blindée.
Il est composé de 8 unités élémentaires et comprend :
TRAIN :
- 3e E.C.Q.G. escadron de commandement et de quartier général
- 3e E.T.     escadron de transport
- 3e E.C.     escadron de circulation routière
- 11e E.I.    escadron d'instruction (Le 11e E.I. effectue également l'instruction des appelés destinés au CIEC, 613 GCAT, au 702 GECA et au CHA Limousin)

TRANSMISSION :
- 3e C.T.D.   compagnie de transmission divisionnaire

MATERIEL : (par décision n° 636 en date du 2 avril 1985 le Ministre de la Défense crée le 3e Bataillon du Matériel comprenant trois unités élémentaires) :
- 1er compagnie stationnée à FRIBOURG-en-BREISGAU
- 2e compagnie stationnée à VILLINGEN (avec un détachement à STETTEN)
- 3e compagnie stationnée à FRIBOURG-en-BREISGAU (avec un détachement à MULHEIM et un autre détachement à OFFENBOURG)

## Les chefs du3eRCS
Colonel               BODIOU       (01.07.1978 - 04.07.1980)
Lieutenant-Colonel    COURTOIS     (04.07.1980 - 06.07.1982)
Colonel               MONTIGAUD    (06.07.1982 - 06.07.1984)
Colonel               JAWORSKI     (06.07.1984 - 30.08.1985)
Lieutenant-Colonel    LE FLOC'H    (30.08.1985 - 31.08.1987)
Lieutenant-Colonel    BALLUFIN     (31.08.1987 - 31.08.1989)
Colonel               BAUDOUX      (31.08.1989 - 31.07.1991)

## Drapeau
Nom des  Batailles inscrites sur les plis de son Drapeaux:
- ESPAGNE 1809-1813
- CRIMEE 1854-1855
- GRANDE GUERRE 1914-1918
- ITALIE 1944

## Insigne
Insigne des R.C.S avec une roue crénelée d'argent. L'insigne est surmonté de l'aigle impérial du 1er empire.
Au centre de l'insigne, les 3 croissants (bleu - blanc - rouge) de la 3e D.B. Division blindée héritière de la 3e D.I.A (Général De Monsabert)

## Historique
Le 3e R.C.S. relève de sa filiation du 3e Bataillon du Train des équipages militaires crée en 1807, des Corps de l'Armée de même numérotation qui lui ont succédé jusqu'à la 3e Compagnie Régionale du Train dissoute en tant que corps le 1er juin 1967 et du Train de la 3e Division d'Infanterie Algérienne pour la période du 1er mai 1943 au 15 avril 1946.
Il en recueille l'historique, les traditions, les décorations et citations collectives.
Après la dissolution du 83e R.S. (régiment de soutien), le 3e R.C.S. est créé dans la même ville, à FRIBOURG-en-BREISGAU (R.F.A) au Quartier Vauban, qu'il partage avec le 53e R.T. (régiment de transmission).
Le fanion du 83e R.S. puis du 3e R.C.S. conservé dans la salle d'honneur du régiment est décoré :
- Médaille du Mexique (1863 - 1867) et porte dans les inscriptions CRIMEE (1854 - 1855) -
- MEXIQUE (1863 - 1867) - GRANDE GUERRE (1914 - 1918) - ITALIE (1944) - FRANCE (1944 - 1945).

Le 3e R.C.S. est dissous au mois de juillet 1991, faisant suite à la réduction des F.F.A (forces françaises en Allemagne) après la chute du Mur de BERLIN et la fin de la "guerre froide".
Au mois d'août 1991 est toujours présent au Quartier Vauban, le 53e R.T. et le G.S.Z. (groupement de soutien zonal) qui est créé avec du personnel de l'ancien 3e R.C.S. (soit l'équivalent d'un escadron, logé dans l'ancien bâtiment du 11e E.I.). 
En 1992, le Quartier Vauban est redonné à la ville de FRIBOURG-en-BREISGAU après le départ définitif de l'ensemble des militaires français. (Le G.S.Z. est dissous et le 53e R.T. rejoint sa nouvelle garnison à LUNEVILLE).
Aujourd'hui, si quelques anciens bâtiments militaires ont été rénovés avec des normes écologiques, le Quartier Vauban évoque désormais un écoquartier réputé.

## Missions
Soutien logistique de la 3e D.B.
Régiment de tradition Train, mais également composé des Armes : - Transmissions - Matériel - Service de Santé
Principales manœuvres :
SOLON        1988
VALMY        1988
PEGASE       1990
HIPPOCRENE   1990
Principaux matériels utilisés au sein du régiment :
RENAULT VTL
BERLIET GBC 8KT
MERCEDES UNIMOG
PEUGEOT P.4
MOTOCYCLETTE HONDA 250 CM3